# Filialkirche Pirk

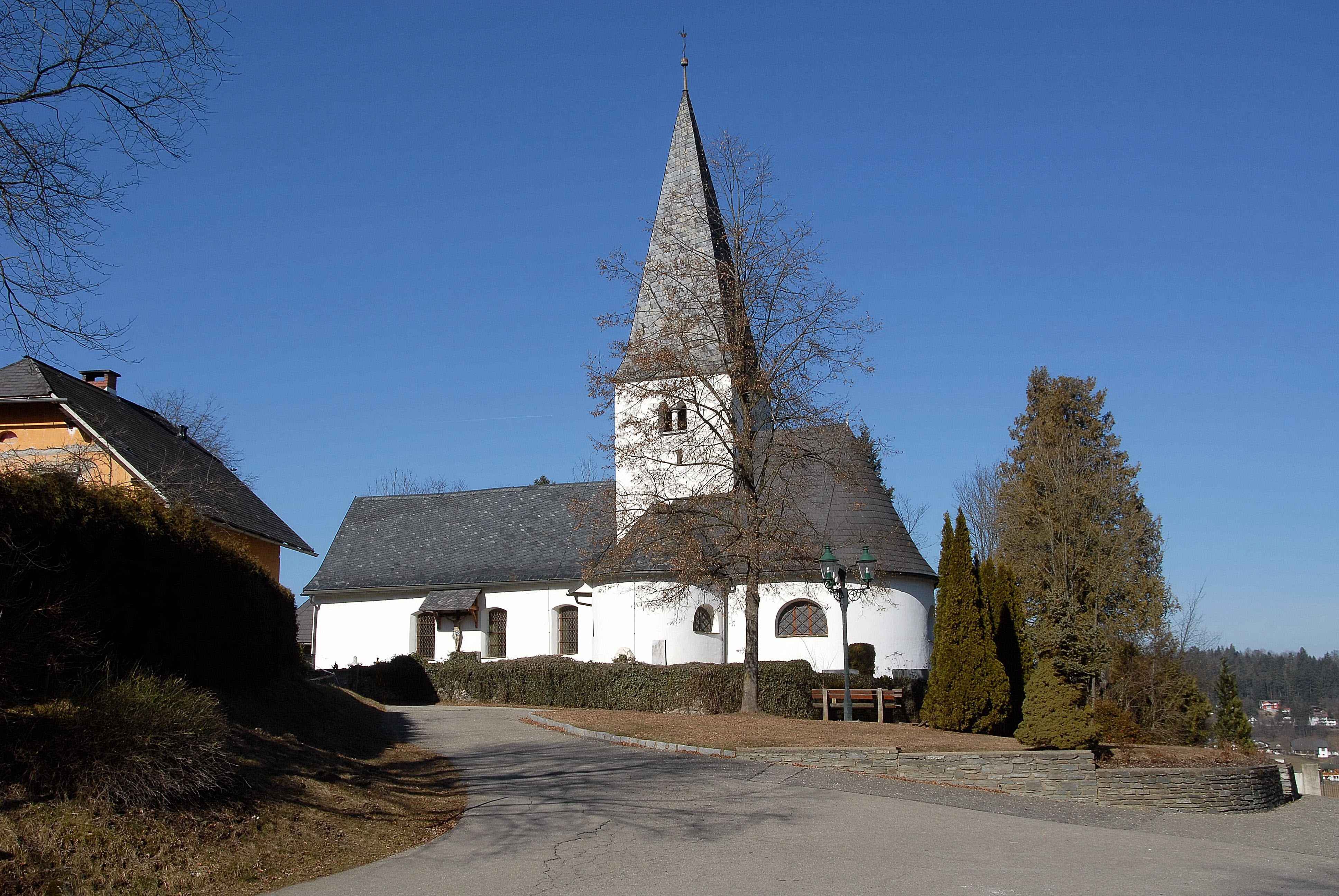
Südansicht

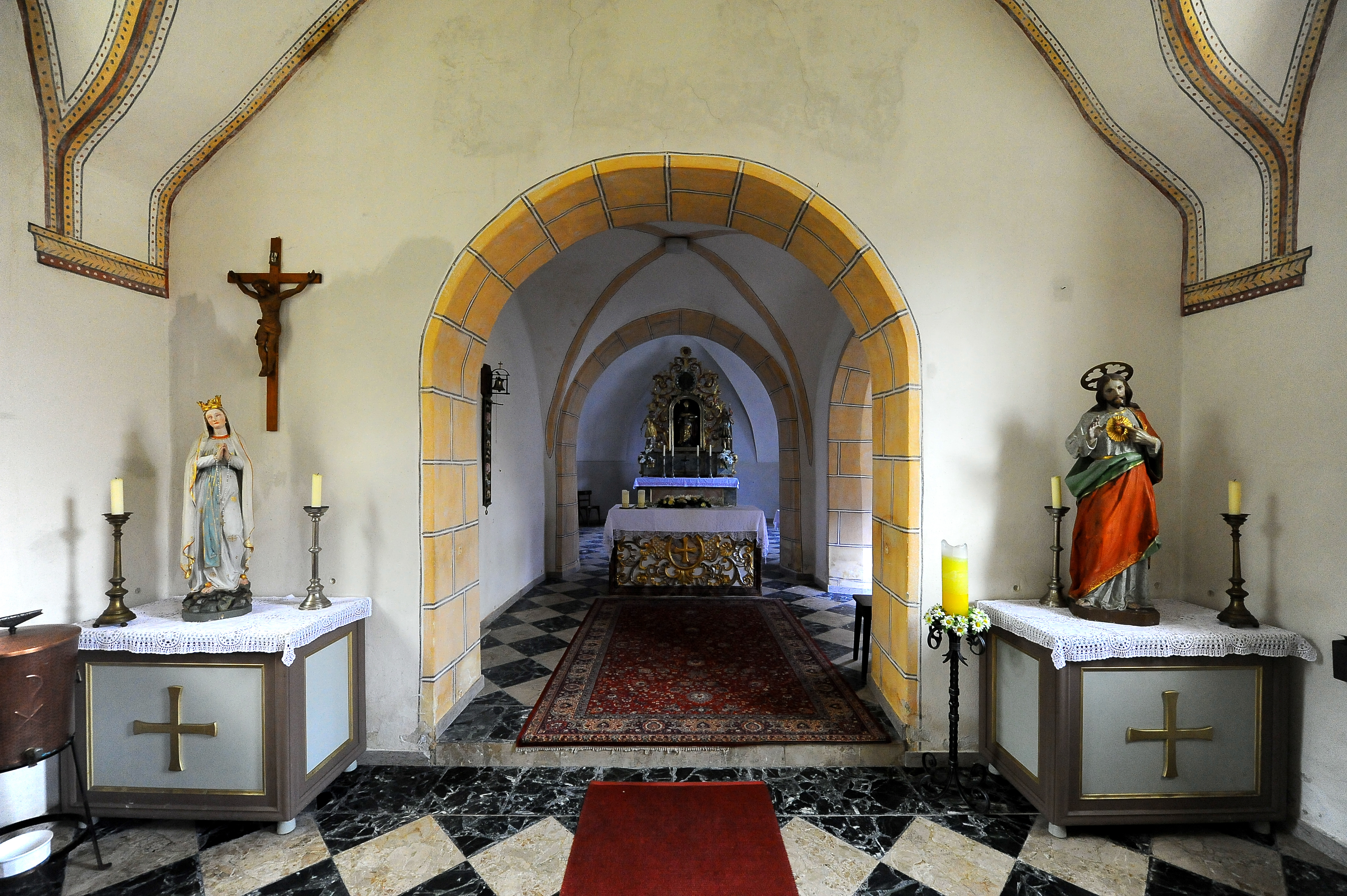
Innenansicht

Die römisch-katholische Filialkirche Pirk in der Gemeinde Krumpendorf am Wörthersee ist dem heiligen Ulrich geweiht. Eine Kirche in Pirk wurde erstmals 1321 urkundlich erwähnt. Sie gehörte anfangs zu Maria Wörth oder Viktring. Ab 1466 war sie Maria Saal unterstellt. Heute ist Pirk eine Filiale der Pfarre Krumpendorf.

## Baubeschreibung
Das Gotteshaus ist im Kern eine um 1200 errichtete romanische Chorturmkirche. Der viergeschoßige Turm mit romanischen Biforienfenstern und einer südseitigen Lichtscharte wird von einem Pyramidenhelm bekrönt. Der Sakristeianbau mit einer inneren Wendeltreppe stammt aus der Spätgotik. Die Rundapsis, die südliche Seitenkapelle sowie die westliche Vorhalle über toskanischen Rundsäulen wurden im Barock bzw. im 19. Jahrhundert angefügt. An der Nordseite befinden sich die Wappengrabplatte der Heilecker aus dem 16. Jahrhundert und der Grabstein der Elenore von Keindlingen († 1789). Man betritt die Kirche durch ein profiliertes gotisches Spitzbogenportal.
Im Langhaus ruht ein gratiges Kreuzgewölbe auf Wandpfeilern und weist ornamentale Bemalung aus dem 16. Jahrhundert auf. Das Turmquadrat ist kreuzgewölbt und südseitig mit der tonnengewölbten barocken Annenkapelle verbunden. Der weiträumige barocke Chor besitzt ein Tonnengewölbe mit Stichkappen und Lünettenfenstern.

## Einrichtung

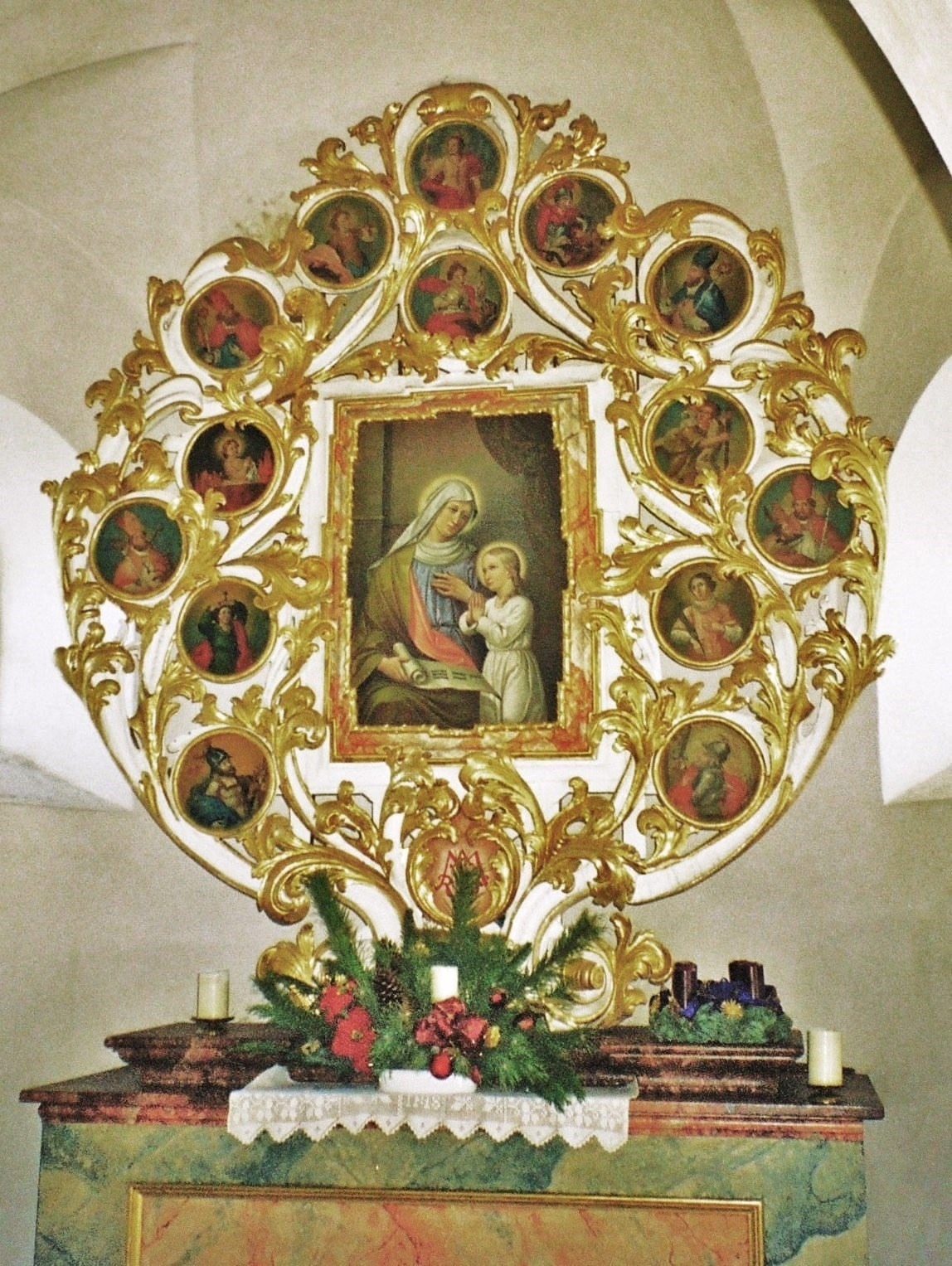
Annenaltar

Der Hochaltar vom Anfang des 18. Jahrhunderts trägt die Figuren der heiligen Ulrich, Leonhard und Florian. Im Volksaltar ist ein um 1740 geschnitztes barockes Antependium eingearbeitet.
Der um 1725 gebaute Annenaltar stammt aus der Pfarrkirche Metnitz und zeigt am mit kunstvollem Laubbandlwerk verzierten Altarblatt aus dem 19. Jahrhundert die heilige Anna mit Maria sowie die Vierzehn Nothelfer in gemalten Medaillons. Das Weihwasserbecken neben dem Eingang ist mit 1673 bezeichnet.